# Filmstelle VSETH
Die Filmstelle VSETH, kurz Filmstelle, ist eine nicht-kommerzielle Schweizer Kinobetreiberin, und war schweizweit das erste Programmkino. Ursprünglich eine universitäre Kommission mit dem Auftrag filmische Dokumentationen vorzuführen, welche für die universitäre Ausbildung relevant sind, wurden später auch, und dann ausschliesslich, Spiel- und Dokumentarfilme vorgeführt. Wie der Name andeutet, ist die Filmstelle als Kommission des VSETH organisiert.

## Geschichte
1924 wurde die Kinokommission ETH gegründet. Der Auftrag der neu gegründeten Kommission war die Vorführung und Archivierung filmischer Dokumentationen zu Ausbildungszwecken. Die Vorführungen fanden in den Hörsälen der ETH Zürich statt und wurden üblicherweise von einem Kommentator begleitet.
Ab 1948 wurden auch Spielfilme zur Unterhaltung vorgeführt, wobei die Vorstellungen nun auch für die allgemeine Öffentlichkeit zugänglich waren.
Seit Anfang der 1970er Jahre besteht das Programm der Filmstelle ausschliesslich aus Spiel- und Dokumentarfilmen. Charakteristisch blieb dabei, die Filme in ihrem speziellen kulturhistorischen oder filmwissenschaftlichen Kontext zu präsentieren.

## Kinos
Die Filmstelle betreibt ein Kino im StuZ² des CAB-Gebäudes der ETH Zürich, welches bis zu 180 Personen aufnehmen kann.

## Zyklen
Die Filmstelle führt jährlich zwei Programmzyklen (Programmreihen) durch, die beide aus zehn bis zwölf Filmen bestehen, und sich zeitlich jeweils über das Frühlings- beziehungsweise das Herbstsemester der ETH Zürich erstrecken.

## Veröffentlichungen
- Div.: Science-Fiction. -  Andrzej Wajda. Hg. Filmstellen VSETH/VSU (Verband der Studierenden an der Universität), Zürich 1990 (159 S., ohne ISBN. Zwei Schwerpunktthemen, wie Titel)